# Campeonato Brasileiro de Futebol de 2013 - Série A
A Série A do Campeonato Brasileiro de Futebol de 2013 foi a 58.ª edição da principal divisão do futebol brasileiro. A disputa ocorreu entre 26 de maio e 8 de dezembro com o mesmo regulamento dos anos anteriores, quando foi implementado o sistema de pontos corridos.
Os jogos tiveram uma pausa durante a Copa das Confederações de 2013, que foi realizada em junho no Brasil. A competição teve cinco rodadas disputadas antes da paralisação.
Diferente das edições anteriores, os clássicos regionais não foram realizados nas últimas rodadas do campeonato.
O campeão brasileiro foi definido na 34ª rodada, quando o Cruzeiro derrotou o Vitória por 3–1, em Salvador, aliado à derrota do Atlético Paranaense contra o Criciúma por 2–1. Foi o terceiro título do clube mineiro na história e o segundo de um clube de fora do eixo Rio de Janeiro-São Paulo desde 2003, quando foi implantado o sistema de pontos corridos e o próprio Cruzeiro obteve o título nacional.
Além do campeão Cruzeiro e dos previamente classificados Atlético Mineiro e Flamengo – campeão defensor da Copa Libertadores e campeão da Copa do Brasil, respectivamente – Grêmio e Atlético Parananense classificaram-se a Copa Libertadores da América de 2014 via Campeonato Brasileiro. O Botafogo, quarto colocado, também garantiu uma vaga para a competição continental, dependendo do resultado final da Copa Sul-Americana envolvendo a Ponte Preta para confirmar a classificação. O clube brasileiro foi derrotado pelo Lanús, na final do torneio sul-americano.
A definição dos rebaixados começou com seis rodadas de antecedência. O Náutico foi o primeiro clube rebaixado para a Série B de 2014 após ser goleado pelo Atlético Mineiro por 5–0, no Estádio Independência. Mesmo antes de entrar em campo na 37ª rodada, a Ponte Preta foi rebaixada por conta do empate entre Fluminense e Atlético Mineiro por 2–2, no Rio de Janeiro.
Na última rodada, dois clubes completaram a lista de descendidos: o Fluminense, mesmo ao vencer de virada por 2–1 o Bahia, na Arena Fonte Nova, prejudicado pela vitória do Coritiba em Itu, contra o São Paulo, que seria o primeiro clube campeão brasileiro do ano anterior e rebaixado no ano seguinte; e o Vasco da Gama, com a goleada sofrida por 5–1 para o Atlético Paranaense, em Joinville, tendo o Vasco tentado impugnar o resultado dessa partida e o rebaixamento na Justiça Desportiva, mas tendo lhe sido negado o recurso e a apelação.
Posteriormente, Portuguesa e Flamengo foram denunciados pela CBF e punidos pelo Superior Tribunal de Justiça Desportiva com a perda de quatro pontos por uso de jogador irregular na última rodada. Essa decisão acabou por rebaixar a Portuguesa para a Série B e salvar o Fluminense, que havia terminado o campeonato na 17ª colocação, e que acabou se beneficiando das irregularidades dos dois clubes, da queda. O Flamengo recorreu em última instância a Corte Arbitral do Esporte (CAS), que manteve a decisão do Superior Tribunal de Justiça.
A temporada também foi marcada por diversos protestos do movimento Bom Senso F.C. que cobra melhores condições no futebol brasileiro.

## Regulamento
A Série A foi disputada por 20 clubes em dois turnos. Em cada turno, todos os times jogaram entre si uma única vez. Os jogos do segundo turno foram realizados na mesma ordem do primeiro, apenas com o mando de campo invertido. Não houve campeões por turnos, sendo declarado campeão brasileiro o time que obteve o maior número de pontos após as 38 rodadas.

### Critérios de desempate
Em caso de empate por pontos entre dois ou mais clubes, os critérios de desempate foram aplicados na seguinte ordem:
1. Número de vitórias
2. Saldo de gols
3. Gols marcados
4. Confronto direto
5. Número de cartões vermelhos
6. Número de cartões amarelos
7. Sorteio

Ao final do campeonato, em caso de empate nos quatro primeiros critérios acima, realizar-se-ia uma partida de desempate em campo neutro para a determinação do campeão ou definição de descenso. Essa partida seria realizada em até sete dias após o encerramento do campeonato e, em caso de empate, decidida através de uma disputa por pênaltis.

## Participantes
| Equipe              | Cidade         | Estado | Em 2012      | Estádio (mando)                      | Capacidade    | Títulos                                                 |
| ------------------- | -------------- | ------ | ------------ | ------------------------------------ | ------------- | ------------------------------------------------------- |
| Atlético Mineiro    | Belo Horizonte | MG     | 2º           | Independência                        | 23 018        | 2 (1937, 1971)                                          |
| Atlético Paranaense | Curitiba       | PR     | 3º (Série B) | Vila Capanema [ATP]                  | 17 000        | 1 (2001)                                                |
| Bahia               | Salvador       | BA     | 15°          | Arena Fonte Nova [BAH]               | 50 025        | 2 (1959, 1988)                                          |
| Botafogo            | Rio de Janeiro | RJ     | 7º           | Maracanã [RJ]                        | 78 838        | 2 (1968[TB], 1995)                                      |
| Corinthians         | São Paulo      | SP     | 6º           | Pacaembu                             | 37 730        | 5 (1990, 1998, 1999, 2005, 2011)                        |
| Coritiba            | Curitiba       | PR     | 13º          | Couto Pereira                        | 34 872        | 1 (1985)                                                |
| Criciúma            | Criciúma       | SC     | 2º (Série B) | Heriberto Hülse                      | 19 900        | 0 (não possui)                                          |
| Cruzeiro            | Belo Horizonte | MG     | 9º           | Mineirão                             | 61 846        | 2 (1966, 2003)                                          |
| Flamengo            | Rio de Janeiro | RJ     | 11º          | Maracanã [RJ] Mané Garrincha [FLA]   | 78 838 72 788 | 5 (1980, 1982, 1983, 1992, 2009)                        |
| Fluminense          | Rio de Janeiro | RJ     | 1°           | Maracanã [RJ]                        | 78 838        | 4 (1970, 1984, 2010, 2012)                              |
| Goiás               | Goiânia        | GO     | 1° (Série B) | Serra Dourada                        | 42 000        | 0 (não possui)                                          |
| Grêmio              | Porto Alegre   | RS     | 3º           | Arena do Grêmio                      | 56 500        | 2 (1981, 1996)                                          |
| Internacional       | Porto Alegre   | RS     | 10º          | Centenário[INT] Estádio do Vale[INT] | 22 132 15 178 | 3 (1975, 1976, 1979)                                    |
| Náutico             | Recife         | PE     | 12º          | Arena Pernambuco [NAU]               | 43 000        | 0 (não possui)                                          |
| Ponte Preta         | Campinas       | SP     | 14º          | Moisés Lucarelli                     | 17 728        | 0 (não possui)                                          |
| Portuguesa          | São Paulo      | SP     | 16º          | Canindé                              | 21 004        | 0 (não possui)                                          |
| Santos              | Santos         | SP     | 8º           | Vila Belmiro                         | 16 068        | 8 (1961, 1962, 1963, 1964, 1965, 1968[RGP], 2002, 2004) |
| São Paulo           | São Paulo      | SP     | 4°           | Morumbi                              | 66 795        | 6 (1977, 1986, 1991, 2006, 2007, 2008)                  |
| Vasco da Gama       | Rio de Janeiro | RJ     | 5º           | São Januário                         | 24 311        | 4 (1974, 1989, 1997, 2000)                              |
| Vitória             | Salvador       | BA     | 4º (Série B) | Barradão                             | 35 000        | 0 (não possui)                                          |

Notas
- RGP. ^ Torneio Roberto Gomes Pedrosa
- TB. ^ Taça Brasil
- ATP. ^  A Arena da Baixada estava fechada para reformas visando à Copa do Mundo de 2014. O Atlético Paranaense jogou na Vila Capanema, após um acordo com o Paraná. [22]
- BAH. ^  Capacidade com arquibancadas provisórias. Após a Copa do Mundo FIFA de 2014 a capacidade foi reduzida para 48 747 pessoas.
- RJ. ^  Com a interdição do Engenhão, os clubes cariocas não tinham certeza de onde jogar, mas após a Copa das Confederações, os clubes passaram a jogar no Maracanã.[23][24] Flamengo, Fluminense e Botafogo assinaram o contrato de uso.[25][26][27]
- FLA. ^  Antes de assinar o contrato para jogar no Maracanã, o Flamengo firmou contrato de seis jogos no Estádio Nacional Mané Garrincha em Brasília.[28]
- INT. ^  O Estádio Beira-Rio estava fechado para reformas visando à Copa do Mundo de 2014. O Internacional mandou seus jogos no Estádio Centenário, localizado em Caxias do Sul.[29] Entre a 9ª e a 24ª rodada, o clube mandou seus jogos no Estádio do Vale, em Novo Hamburgo.[30][31]
- NAU. ^  O Náutico assinou contrato para sediar seus jogos na Arena Pernambuco após a Copa das Confederações.[32]

## Estádios
| Atlético Mineiro | Atlético Paranaense | Bahia | Botafogo | Corinthians | Coritiba           |
| --- | --- | --- | --- | --- | ------------------ |
| Independência | Vila Capanema | Arena Fonte Nova | Maracanã | Pacaembu | Couto Pereira      |
| Capacidade: 23 018 | Capacidade: 17 000 | Capacidade: 50 025 | Capacidade: 78 838 | Capacidade: 37 730 | Capacidade: 37 182 |
| | | | | |                    |
| Criciúma | \| Atlético-MG Atlético-PR Bahia Coritiba Criciúma Cruzeiro Goiás Grêmio Internacional Náutico Ponte Preta Santos Vitória São Paulo Rio de Janeiro Rio de Janeiro: Botafogo Flamengo Fluminense Vasco São Paulo: Corinthians Portuguesa São PauloLocalização das equipes participantes da Série A de 2013. \| | \| Atlético-MG Atlético-PR Bahia Coritiba Criciúma Cruzeiro Goiás Grêmio Internacional Náutico Ponte Preta Santos Vitória São Paulo Rio de Janeiro Rio de Janeiro: Botafogo Flamengo Fluminense Vasco São Paulo: Corinthians Portuguesa São PauloLocalização das equipes participantes da Série A de 2013. \| | \| Atlético-MG Atlético-PR Bahia Coritiba Criciúma Cruzeiro Goiás Grêmio Internacional Náutico Ponte Preta Santos Vitória São Paulo Rio de Janeiro Rio de Janeiro: Botafogo Flamengo Fluminense Vasco São Paulo: Corinthians Portuguesa São PauloLocalização das equipes participantes da Série A de 2013. \| | \| Atlético-MG Atlético-PR Bahia Coritiba Criciúma Cruzeiro Goiás Grêmio Internacional Náutico Ponte Preta Santos Vitória São Paulo Rio de Janeiro Rio de Janeiro: Botafogo Flamengo Fluminense Vasco São Paulo: Corinthians Portuguesa São PauloLocalização das equipes participantes da Série A de 2013. \| | Cruzeiro           |
| Heriberto Hülse | \| Atlético-MG Atlético-PR Bahia Coritiba Criciúma Cruzeiro Goiás Grêmio Internacional Náutico Ponte Preta Santos Vitória São Paulo Rio de Janeiro Rio de Janeiro: Botafogo Flamengo Fluminense Vasco São Paulo: Corinthians Portuguesa São PauloLocalização das equipes participantes da Série A de 2013. \| | \| Atlético-MG Atlético-PR Bahia Coritiba Criciúma Cruzeiro Goiás Grêmio Internacional Náutico Ponte Preta Santos Vitória São Paulo Rio de Janeiro Rio de Janeiro: Botafogo Flamengo Fluminense Vasco São Paulo: Corinthians Portuguesa São PauloLocalização das equipes participantes da Série A de 2013. \| | \| Atlético-MG Atlético-PR Bahia Coritiba Criciúma Cruzeiro Goiás Grêmio Internacional Náutico Ponte Preta Santos Vitória São Paulo Rio de Janeiro Rio de Janeiro: Botafogo Flamengo Fluminense Vasco São Paulo: Corinthians Portuguesa São PauloLocalização das equipes participantes da Série A de 2013. \| | \| Atlético-MG Atlético-PR Bahia Coritiba Criciúma Cruzeiro Goiás Grêmio Internacional Náutico Ponte Preta Santos Vitória São Paulo Rio de Janeiro Rio de Janeiro: Botafogo Flamengo Fluminense Vasco São Paulo: Corinthians Portuguesa São PauloLocalização das equipes participantes da Série A de 2013. \| | Mineirão           |
| Capacidade: 19 900 | \| Atlético-MG Atlético-PR Bahia Coritiba Criciúma Cruzeiro Goiás Grêmio Internacional Náutico Ponte Preta Santos Vitória São Paulo Rio de Janeiro Rio de Janeiro: Botafogo Flamengo Fluminense Vasco São Paulo: Corinthians Portuguesa São PauloLocalização das equipes participantes da Série A de 2013. \| | \| Atlético-MG Atlético-PR Bahia Coritiba Criciúma Cruzeiro Goiás Grêmio Internacional Náutico Ponte Preta Santos Vitória São Paulo Rio de Janeiro Rio de Janeiro: Botafogo Flamengo Fluminense Vasco São Paulo: Corinthians Portuguesa São PauloLocalização das equipes participantes da Série A de 2013. \| | \| Atlético-MG Atlético-PR Bahia Coritiba Criciúma Cruzeiro Goiás Grêmio Internacional Náutico Ponte Preta Santos Vitória São Paulo Rio de Janeiro Rio de Janeiro: Botafogo Flamengo Fluminense Vasco São Paulo: Corinthians Portuguesa São PauloLocalização das equipes participantes da Série A de 2013. \| | \| Atlético-MG Atlético-PR Bahia Coritiba Criciúma Cruzeiro Goiás Grêmio Internacional Náutico Ponte Preta Santos Vitória São Paulo Rio de Janeiro Rio de Janeiro: Botafogo Flamengo Fluminense Vasco São Paulo: Corinthians Portuguesa São PauloLocalização das equipes participantes da Série A de 2013. \| | Capacidade: 61 846 |
| | \| Atlético-MG Atlético-PR Bahia Coritiba Criciúma Cruzeiro Goiás Grêmio Internacional Náutico Ponte Preta Santos Vitória São Paulo Rio de Janeiro Rio de Janeiro: Botafogo Flamengo Fluminense Vasco São Paulo: Corinthians Portuguesa São PauloLocalização das equipes participantes da Série A de 2013. \| | \| Atlético-MG Atlético-PR Bahia Coritiba Criciúma Cruzeiro Goiás Grêmio Internacional Náutico Ponte Preta Santos Vitória São Paulo Rio de Janeiro Rio de Janeiro: Botafogo Flamengo Fluminense Vasco São Paulo: Corinthians Portuguesa São PauloLocalização das equipes participantes da Série A de 2013. \| | \| Atlético-MG Atlético-PR Bahia Coritiba Criciúma Cruzeiro Goiás Grêmio Internacional Náutico Ponte Preta Santos Vitória São Paulo Rio de Janeiro Rio de Janeiro: Botafogo Flamengo Fluminense Vasco São Paulo: Corinthians Portuguesa São PauloLocalização das equipes participantes da Série A de 2013. \| | \| Atlético-MG Atlético-PR Bahia Coritiba Criciúma Cruzeiro Goiás Grêmio Internacional Náutico Ponte Preta Santos Vitória São Paulo Rio de Janeiro Rio de Janeiro: Botafogo Flamengo Fluminense Vasco São Paulo: Corinthians Portuguesa São PauloLocalização das equipes participantes da Série A de 2013. \| |                    |
| Flamengo | \| Atlético-MG Atlético-PR Bahia Coritiba Criciúma Cruzeiro Goiás Grêmio Internacional Náutico Ponte Preta Santos Vitória São Paulo Rio de Janeiro Rio de Janeiro: Botafogo Flamengo Fluminense Vasco São Paulo: Corinthians Portuguesa São PauloLocalização das equipes participantes da Série A de 2013. \| | \| Atlético-MG Atlético-PR Bahia Coritiba Criciúma Cruzeiro Goiás Grêmio Internacional Náutico Ponte Preta Santos Vitória São Paulo Rio de Janeiro Rio de Janeiro: Botafogo Flamengo Fluminense Vasco São Paulo: Corinthians Portuguesa São PauloLocalização das equipes participantes da Série A de 2013. \| | \| Atlético-MG Atlético-PR Bahia Coritiba Criciúma Cruzeiro Goiás Grêmio Internacional Náutico Ponte Preta Santos Vitória São Paulo Rio de Janeiro Rio de Janeiro: Botafogo Flamengo Fluminense Vasco São Paulo: Corinthians Portuguesa São PauloLocalização das equipes participantes da Série A de 2013. \| | \| Atlético-MG Atlético-PR Bahia Coritiba Criciúma Cruzeiro Goiás Grêmio Internacional Náutico Ponte Preta Santos Vitória São Paulo Rio de Janeiro Rio de Janeiro: Botafogo Flamengo Fluminense Vasco São Paulo: Corinthians Portuguesa São PauloLocalização das equipes participantes da Série A de 2013. \| | Fluminense         |
| Maracanã | \| Atlético-MG Atlético-PR Bahia Coritiba Criciúma Cruzeiro Goiás Grêmio Internacional Náutico Ponte Preta Santos Vitória São Paulo Rio de Janeiro Rio de Janeiro: Botafogo Flamengo Fluminense Vasco São Paulo: Corinthians Portuguesa São PauloLocalização das equipes participantes da Série A de 2013. \| | \| Atlético-MG Atlético-PR Bahia Coritiba Criciúma Cruzeiro Goiás Grêmio Internacional Náutico Ponte Preta Santos Vitória São Paulo Rio de Janeiro Rio de Janeiro: Botafogo Flamengo Fluminense Vasco São Paulo: Corinthians Portuguesa São PauloLocalização das equipes participantes da Série A de 2013. \| | \| Atlético-MG Atlético-PR Bahia Coritiba Criciúma Cruzeiro Goiás Grêmio Internacional Náutico Ponte Preta Santos Vitória São Paulo Rio de Janeiro Rio de Janeiro: Botafogo Flamengo Fluminense Vasco São Paulo: Corinthians Portuguesa São PauloLocalização das equipes participantes da Série A de 2013. \| | \| Atlético-MG Atlético-PR Bahia Coritiba Criciúma Cruzeiro Goiás Grêmio Internacional Náutico Ponte Preta Santos Vitória São Paulo Rio de Janeiro Rio de Janeiro: Botafogo Flamengo Fluminense Vasco São Paulo: Corinthians Portuguesa São PauloLocalização das equipes participantes da Série A de 2013. \| | Maracanã           |
| Capacidade: 78 838 | \| Atlético-MG Atlético-PR Bahia Coritiba Criciúma Cruzeiro Goiás Grêmio Internacional Náutico Ponte Preta Santos Vitória São Paulo Rio de Janeiro Rio de Janeiro: Botafogo Flamengo Fluminense Vasco São Paulo: Corinthians Portuguesa São PauloLocalização das equipes participantes da Série A de 2013. \| | \| Atlético-MG Atlético-PR Bahia Coritiba Criciúma Cruzeiro Goiás Grêmio Internacional Náutico Ponte Preta Santos Vitória São Paulo Rio de Janeiro Rio de Janeiro: Botafogo Flamengo Fluminense Vasco São Paulo: Corinthians Portuguesa São PauloLocalização das equipes participantes da Série A de 2013. \| | \| Atlético-MG Atlético-PR Bahia Coritiba Criciúma Cruzeiro Goiás Grêmio Internacional Náutico Ponte Preta Santos Vitória São Paulo Rio de Janeiro Rio de Janeiro: Botafogo Flamengo Fluminense Vasco São Paulo: Corinthians Portuguesa São PauloLocalização das equipes participantes da Série A de 2013. \| | \| Atlético-MG Atlético-PR Bahia Coritiba Criciúma Cruzeiro Goiás Grêmio Internacional Náutico Ponte Preta Santos Vitória São Paulo Rio de Janeiro Rio de Janeiro: Botafogo Flamengo Fluminense Vasco São Paulo: Corinthians Portuguesa São PauloLocalização das equipes participantes da Série A de 2013. \| | Capacidade: 78 838 |
| | \| Atlético-MG Atlético-PR Bahia Coritiba Criciúma Cruzeiro Goiás Grêmio Internacional Náutico Ponte Preta Santos Vitória São Paulo Rio de Janeiro Rio de Janeiro: Botafogo Flamengo Fluminense Vasco São Paulo: Corinthians Portuguesa São PauloLocalização das equipes participantes da Série A de 2013. \| | \| Atlético-MG Atlético-PR Bahia Coritiba Criciúma Cruzeiro Goiás Grêmio Internacional Náutico Ponte Preta Santos Vitória São Paulo Rio de Janeiro Rio de Janeiro: Botafogo Flamengo Fluminense Vasco São Paulo: Corinthians Portuguesa São PauloLocalização das equipes participantes da Série A de 2013. \| | \| Atlético-MG Atlético-PR Bahia Coritiba Criciúma Cruzeiro Goiás Grêmio Internacional Náutico Ponte Preta Santos Vitória São Paulo Rio de Janeiro Rio de Janeiro: Botafogo Flamengo Fluminense Vasco São Paulo: Corinthians Portuguesa São PauloLocalização das equipes participantes da Série A de 2013. \| | \| Atlético-MG Atlético-PR Bahia Coritiba Criciúma Cruzeiro Goiás Grêmio Internacional Náutico Ponte Preta Santos Vitória São Paulo Rio de Janeiro Rio de Janeiro: Botafogo Flamengo Fluminense Vasco São Paulo: Corinthians Portuguesa São PauloLocalização das equipes participantes da Série A de 2013. \| |                    |
| Goiás | \| Atlético-MG Atlético-PR Bahia Coritiba Criciúma Cruzeiro Goiás Grêmio Internacional Náutico Ponte Preta Santos Vitória São Paulo Rio de Janeiro Rio de Janeiro: Botafogo Flamengo Fluminense Vasco São Paulo: Corinthians Portuguesa São PauloLocalização das equipes participantes da Série A de 2013. \| | \| Atlético-MG Atlético-PR Bahia Coritiba Criciúma Cruzeiro Goiás Grêmio Internacional Náutico Ponte Preta Santos Vitória São Paulo Rio de Janeiro Rio de Janeiro: Botafogo Flamengo Fluminense Vasco São Paulo: Corinthians Portuguesa São PauloLocalização das equipes participantes da Série A de 2013. \| | \| Atlético-MG Atlético-PR Bahia Coritiba Criciúma Cruzeiro Goiás Grêmio Internacional Náutico Ponte Preta Santos Vitória São Paulo Rio de Janeiro Rio de Janeiro: Botafogo Flamengo Fluminense Vasco São Paulo: Corinthians Portuguesa São PauloLocalização das equipes participantes da Série A de 2013. \| | \| Atlético-MG Atlético-PR Bahia Coritiba Criciúma Cruzeiro Goiás Grêmio Internacional Náutico Ponte Preta Santos Vitória São Paulo Rio de Janeiro Rio de Janeiro: Botafogo Flamengo Fluminense Vasco São Paulo: Corinthians Portuguesa São PauloLocalização das equipes participantes da Série A de 2013. \| | Grêmio             |
| Serra Dourada | \| Atlético-MG Atlético-PR Bahia Coritiba Criciúma Cruzeiro Goiás Grêmio Internacional Náutico Ponte Preta Santos Vitória São Paulo Rio de Janeiro Rio de Janeiro: Botafogo Flamengo Fluminense Vasco São Paulo: Corinthians Portuguesa São PauloLocalização das equipes participantes da Série A de 2013. \| | \| Atlético-MG Atlético-PR Bahia Coritiba Criciúma Cruzeiro Goiás Grêmio Internacional Náutico Ponte Preta Santos Vitória São Paulo Rio de Janeiro Rio de Janeiro: Botafogo Flamengo Fluminense Vasco São Paulo: Corinthians Portuguesa São PauloLocalização das equipes participantes da Série A de 2013. \| | \| Atlético-MG Atlético-PR Bahia Coritiba Criciúma Cruzeiro Goiás Grêmio Internacional Náutico Ponte Preta Santos Vitória São Paulo Rio de Janeiro Rio de Janeiro: Botafogo Flamengo Fluminense Vasco São Paulo: Corinthians Portuguesa São PauloLocalização das equipes participantes da Série A de 2013. \| | \| Atlético-MG Atlético-PR Bahia Coritiba Criciúma Cruzeiro Goiás Grêmio Internacional Náutico Ponte Preta Santos Vitória São Paulo Rio de Janeiro Rio de Janeiro: Botafogo Flamengo Fluminense Vasco São Paulo: Corinthians Portuguesa São PauloLocalização das equipes participantes da Série A de 2013. \| | Arena do Grêmio    |
| Capacidade: 42 000 | \| Atlético-MG Atlético-PR Bahia Coritiba Criciúma Cruzeiro Goiás Grêmio Internacional Náutico Ponte Preta Santos Vitória São Paulo Rio de Janeiro Rio de Janeiro: Botafogo Flamengo Fluminense Vasco São Paulo: Corinthians Portuguesa São PauloLocalização das equipes participantes da Série A de 2013. \| | \| Atlético-MG Atlético-PR Bahia Coritiba Criciúma Cruzeiro Goiás Grêmio Internacional Náutico Ponte Preta Santos Vitória São Paulo Rio de Janeiro Rio de Janeiro: Botafogo Flamengo Fluminense Vasco São Paulo: Corinthians Portuguesa São PauloLocalização das equipes participantes da Série A de 2013. \| | \| Atlético-MG Atlético-PR Bahia Coritiba Criciúma Cruzeiro Goiás Grêmio Internacional Náutico Ponte Preta Santos Vitória São Paulo Rio de Janeiro Rio de Janeiro: Botafogo Flamengo Fluminense Vasco São Paulo: Corinthians Portuguesa São PauloLocalização das equipes participantes da Série A de 2013. \| | \| Atlético-MG Atlético-PR Bahia Coritiba Criciúma Cruzeiro Goiás Grêmio Internacional Náutico Ponte Preta Santos Vitória São Paulo Rio de Janeiro Rio de Janeiro: Botafogo Flamengo Fluminense Vasco São Paulo: Corinthians Portuguesa São PauloLocalização das equipes participantes da Série A de 2013. \| | Capacidade: 56 500 |
| | \| Atlético-MG Atlético-PR Bahia Coritiba Criciúma Cruzeiro Goiás Grêmio Internacional Náutico Ponte Preta Santos Vitória São Paulo Rio de Janeiro Rio de Janeiro: Botafogo Flamengo Fluminense Vasco São Paulo: Corinthians Portuguesa São PauloLocalização das equipes participantes da Série A de 2013. \| | \| Atlético-MG Atlético-PR Bahia Coritiba Criciúma Cruzeiro Goiás Grêmio Internacional Náutico Ponte Preta Santos Vitória São Paulo Rio de Janeiro Rio de Janeiro: Botafogo Flamengo Fluminense Vasco São Paulo: Corinthians Portuguesa São PauloLocalização das equipes participantes da Série A de 2013. \| | \| Atlético-MG Atlético-PR Bahia Coritiba Criciúma Cruzeiro Goiás Grêmio Internacional Náutico Ponte Preta Santos Vitória São Paulo Rio de Janeiro Rio de Janeiro: Botafogo Flamengo Fluminense Vasco São Paulo: Corinthians Portuguesa São PauloLocalização das equipes participantes da Série A de 2013. \| | \| Atlético-MG Atlético-PR Bahia Coritiba Criciúma Cruzeiro Goiás Grêmio Internacional Náutico Ponte Preta Santos Vitória São Paulo Rio de Janeiro Rio de Janeiro: Botafogo Flamengo Fluminense Vasco São Paulo: Corinthians Portuguesa São PauloLocalização das equipes participantes da Série A de 2013. \| |                    |
| Internacional | \| Atlético-MG Atlético-PR Bahia Coritiba Criciúma Cruzeiro Goiás Grêmio Internacional Náutico Ponte Preta Santos Vitória São Paulo Rio de Janeiro Rio de Janeiro: Botafogo Flamengo Fluminense Vasco São Paulo: Corinthians Portuguesa São PauloLocalização das equipes participantes da Série A de 2013. \| | \| Atlético-MG Atlético-PR Bahia Coritiba Criciúma Cruzeiro Goiás Grêmio Internacional Náutico Ponte Preta Santos Vitória São Paulo Rio de Janeiro Rio de Janeiro: Botafogo Flamengo Fluminense Vasco São Paulo: Corinthians Portuguesa São PauloLocalização das equipes participantes da Série A de 2013. \| | \| Atlético-MG Atlético-PR Bahia Coritiba Criciúma Cruzeiro Goiás Grêmio Internacional Náutico Ponte Preta Santos Vitória São Paulo Rio de Janeiro Rio de Janeiro: Botafogo Flamengo Fluminense Vasco São Paulo: Corinthians Portuguesa São PauloLocalização das equipes participantes da Série A de 2013. \| | \| Atlético-MG Atlético-PR Bahia Coritiba Criciúma Cruzeiro Goiás Grêmio Internacional Náutico Ponte Preta Santos Vitória São Paulo Rio de Janeiro Rio de Janeiro: Botafogo Flamengo Fluminense Vasco São Paulo: Corinthians Portuguesa São PauloLocalização das equipes participantes da Série A de 2013. \| | Náutico            |
| Estádio Centenário | \| Atlético-MG Atlético-PR Bahia Coritiba Criciúma Cruzeiro Goiás Grêmio Internacional Náutico Ponte Preta Santos Vitória São Paulo Rio de Janeiro Rio de Janeiro: Botafogo Flamengo Fluminense Vasco São Paulo: Corinthians Portuguesa São PauloLocalização das equipes participantes da Série A de 2013. \| | \| Atlético-MG Atlético-PR Bahia Coritiba Criciúma Cruzeiro Goiás Grêmio Internacional Náutico Ponte Preta Santos Vitória São Paulo Rio de Janeiro Rio de Janeiro: Botafogo Flamengo Fluminense Vasco São Paulo: Corinthians Portuguesa São PauloLocalização das equipes participantes da Série A de 2013. \| | \| Atlético-MG Atlético-PR Bahia Coritiba Criciúma Cruzeiro Goiás Grêmio Internacional Náutico Ponte Preta Santos Vitória São Paulo Rio de Janeiro Rio de Janeiro: Botafogo Flamengo Fluminense Vasco São Paulo: Corinthians Portuguesa São PauloLocalização das equipes participantes da Série A de 2013. \| | \| Atlético-MG Atlético-PR Bahia Coritiba Criciúma Cruzeiro Goiás Grêmio Internacional Náutico Ponte Preta Santos Vitória São Paulo Rio de Janeiro Rio de Janeiro: Botafogo Flamengo Fluminense Vasco São Paulo: Corinthians Portuguesa São PauloLocalização das equipes participantes da Série A de 2013. \| | Arena Pernambuco   |
| Capacidade: 22 132 | \| Atlético-MG Atlético-PR Bahia Coritiba Criciúma Cruzeiro Goiás Grêmio Internacional Náutico Ponte Preta Santos Vitória São Paulo Rio de Janeiro Rio de Janeiro: Botafogo Flamengo Fluminense Vasco São Paulo: Corinthians Portuguesa São PauloLocalização das equipes participantes da Série A de 2013. \| | \| Atlético-MG Atlético-PR Bahia Coritiba Criciúma Cruzeiro Goiás Grêmio Internacional Náutico Ponte Preta Santos Vitória São Paulo Rio de Janeiro Rio de Janeiro: Botafogo Flamengo Fluminense Vasco São Paulo: Corinthians Portuguesa São PauloLocalização das equipes participantes da Série A de 2013. \| | \| Atlético-MG Atlético-PR Bahia Coritiba Criciúma Cruzeiro Goiás Grêmio Internacional Náutico Ponte Preta Santos Vitória São Paulo Rio de Janeiro Rio de Janeiro: Botafogo Flamengo Fluminense Vasco São Paulo: Corinthians Portuguesa São PauloLocalização das equipes participantes da Série A de 2013. \| | \| Atlético-MG Atlético-PR Bahia Coritiba Criciúma Cruzeiro Goiás Grêmio Internacional Náutico Ponte Preta Santos Vitória São Paulo Rio de Janeiro Rio de Janeiro: Botafogo Flamengo Fluminense Vasco São Paulo: Corinthians Portuguesa São PauloLocalização das equipes participantes da Série A de 2013. \| | Capacidade: 43 000 |
| | \| Atlético-MG Atlético-PR Bahia Coritiba Criciúma Cruzeiro Goiás Grêmio Internacional Náutico Ponte Preta Santos Vitória São Paulo Rio de Janeiro Rio de Janeiro: Botafogo Flamengo Fluminense Vasco São Paulo: Corinthians Portuguesa São PauloLocalização das equipes participantes da Série A de 2013. \| | \| Atlético-MG Atlético-PR Bahia Coritiba Criciúma Cruzeiro Goiás Grêmio Internacional Náutico Ponte Preta Santos Vitória São Paulo Rio de Janeiro Rio de Janeiro: Botafogo Flamengo Fluminense Vasco São Paulo: Corinthians Portuguesa São PauloLocalização das equipes participantes da Série A de 2013. \| | \| Atlético-MG Atlético-PR Bahia Coritiba Criciúma Cruzeiro Goiás Grêmio Internacional Náutico Ponte Preta Santos Vitória São Paulo Rio de Janeiro Rio de Janeiro: Botafogo Flamengo Fluminense Vasco São Paulo: Corinthians Portuguesa São PauloLocalização das equipes participantes da Série A de 2013. \| | \| Atlético-MG Atlético-PR Bahia Coritiba Criciúma Cruzeiro Goiás Grêmio Internacional Náutico Ponte Preta Santos Vitória São Paulo Rio de Janeiro Rio de Janeiro: Botafogo Flamengo Fluminense Vasco São Paulo: Corinthians Portuguesa São PauloLocalização das equipes participantes da Série A de 2013. \| |                    |
| Ponte Preta | Portuguesa | Santos | São Paulo | Vasco da Gama | Vitória            |
| Moisés Lucarelli | Canindé | Vila Belmiro | Morumbi | São Januário | Barradão           |
| Capacidade: 17 728 | Capacidade: 21 004 | Capacidade: 16 068 | Capacidade: 66 795 | Capacidade: 24 311 | Capacidade: 35 000 |
| | | | | |                    |
| Atlético-MG Atlético-PR Bahia Coritiba Criciúma Cruzeiro Goiás Grêmio Internacional Náutico Ponte Preta Santos Vitória São Paulo Rio de Janeiro Rio de Janeiro: Botafogo Flamengo Fluminense Vasco São Paulo: Corinthians Portuguesa São PauloLocalização das equipes participantes da Série A de 2013. | | | | |                    |

## Classificação
|  | v d e |

| Pos. | Equipes             | P   | J  | V  | E  | D  | GP | GC | SG  | %  | M       | Classificação ou rebaixamento              |
| ---- | ------------------- | --- | -- | -- | -- | -- | -- | -- | --- | -- | ------- | ------------------------------------------ |
| 1    | Cruzeiro            | 76  | 38 | 23 | 7  | 8  | 77 | 37 | +40 | 67 | Estável | Segunda fase da Copa Libertadores de 2014  |
| 2    | Grêmio              | 65  | 38 | 18 | 11 | 9  | 42 | 35 | +7  | 57 | Estável | Segunda fase da Copa Libertadores de 2014  |
| 3    | Atlético Paranaense | 64  | 38 | 18 | 10 | 10 | 65 | 49 | +16 | 56 | Estável | Primeira fase da Copa Libertadores de 2014 |
| 4    | Botafogo            | 61  | 38 | 17 | 10 | 11 | 55 | 41 | +14 | 53 | 1       | Primeira fase da Copa Libertadores de 2014 |
| 5    | Vitória             | 59  | 38 | 16 | 11 | 11 | 59 | 53 | +6  | 52 | 1       |                                            |
| 6    | Goiás               | 59  | 38 | 16 | 11 | 11 | 48 | 44 | +4  | 52 | 2       |                                            |
| 7    | Santos              | 57  | 38 | 15 | 12 | 11 | 51 | 38 | +13 | 50 | 1       |                                            |
| 8    | Atlético Mineiro    | 57  | 38 | 15 | 12 | 11 | 49 | 38 | +11 | 50 | 1       | Segunda fase da Copa Libertadores de 20141 |
| 9    | São Paulo           | 50  | 38 | 14 | 8  | 16 | 39 | 40 | –1  | 44 | Estável |                                            |
| 10   | Corinthians         | 50  | 38 | 11 | 17 | 10 | 27 | 22 | +5  | 44 | Estável |                                            |
| 11   | Coritiba            | 48  | 38 | 12 | 12 | 14 | 42 | 45 | –3  | 42 | 3       |                                            |
| 12   | Bahia               | 48  | 38 | 12 | 12 | 14 | 37 | 45 | –8  | 42 | 2       |                                            |
| 13   | Internacional       | 48  | 38 | 11 | 15 | 12 | 51 | 52 | –1  | 42 | 1       |                                            |
| 14   | Criciúma            | 46  | 38 | 13 | 7  | 18 | 49 | 63 | –14 | 40 | 1       |                                            |
| 15   | Fluminense          | 46  | 38 | 12 | 10 | 16 | 43 | 47 | –4  | 40 | 1       |                                            |
| 16   | Flamengo            | 452 | 38 | 12 | 13 | 13 | 43 | 46 | –3  | 43 | Estável | Segunda fase da Copa Libertadores de 20141 |
| 17   | Portuguesa          | 443 | 38 | 12 | 12 | 14 | 50 | 46 | +4  | 42 | 1       | Rebaixados à Série B de 2014               |
| 18   | Vasco da Gama       | 44  | 38 | 11 | 11 | 16 | 50 | 61 | –11 | 38 | 1       | Rebaixados à Série B de 2014               |
| 19   | Ponte Preta         | 37  | 38 | 9  | 10 | 19 | 37 | 55 | –18 | 32 | Estável | Rebaixados à Série B de 2014               |
| 20   | Náutico             | 20  | 38 | 5  | 5  | 28 | 22 | 79 | –57 | 17 | Estável | Rebaixados à Série B de 2014               |

1Atlético Mineiro e Flamengo tinham vaga garantida na Copa Libertadores de 2014 por serem campeões, respectivamente, da Copa Libertadores de 2013 e da Copa do Brasil de 2013.

2O Flamengo foi punido pelo STJD com a perda de 4 pontos por escalação de jogador irregular.

3A Portuguesa foi punida pelo STJD com a perda de 4 pontos por escalação de jogador irregular.

### Mudanças na classificação final
Ao término do campeonato, a Portuguesa foi denunciada pela Procuradoria Geral do Superior Tribunal de Justiça Desportiva por ter escalado o jogador Héverton contra o Grêmio, na última rodada. O atleta foi punido com dois jogos de suspensão por ter sido expulso na partida contra o Bahia, a 24 de novembro, mas cumpriu apenas uma partida e não poderia atuar na rodada final. Como consequência o clube foi punido em primeira instância pelo STJD com a perda de 4 pontos, caindo da 12ª para a 17ª colocação na tabela de classificação e rebaixado para a Série B no lugar do Flamengo, que um dia antes havia cometido o mesmo erro e o cumprimento do regulamento previa a perda de pontos, além do Fluminense, beneficiário indireto do erro dos dois clubes, que cairia não fosse isso. O Flamengo foi punido pela escalação irregular do jogador André Santos, consequentemente também perdeu 4 pontos e caiu da 11ª para a 16ª posição, uma acima da zona de rebaixamento.
Tanto Portuguesa quanto Flamengo recorreram da punição no pleno do STJD, mas com unanimidade dos oito auditores, foi mantido o resultado da primeira instância. Após o resultado negativo na instância desportiva, a Portuguesa recorreu a Justiça Comum onde obteve uma vitória em 2 de abril de 2014 que obrigava a CBF a devolver os pontos perdidos pela equipe, anulando o resultado do STJD, mas a CBF conseguiu cassar a liminar no Tribunal de Justiça de São Paulo.

## Confrontos
|               | ATM | ATP | BAH | BOT | COR | CTB | CRI | CRU | FLA | FLU | GOI | GRE | INT | NAU | PON | POR | SAN | SPA | VAS | VIT |
| ------------- | --- | --- | --- | --- | --- | --- | --- | --- | --- | --- | --- | --- | --- | --- | --- | --- | --- | --- | --- | --- |
| Atlético-MG   | —   | 1–2 | 2–0 | 2–2 | 0–0 | 3–0 | 3–2 | 1–0 | 1–0 | 2–2 | 4–1 | 2–0 | 2–1 | 5–0 | 4–0 | 2–1 | 3–1 | 0–0 | 2–1 | 2–2 |
| Atlético-PR   | 1–0 | —   | 1–0 | 2–0 | 1–1 | 2–1 | 2–1 | 2–2 | 2–2 | 1–1 | 2–0 | 1–1 | 1–0 | 6–1 | 1–0 | 1–0 | 2–1 | 3–0 | 5–1 | 3–5 |
| Bahia         | 0–0 | 1–1 | —   | 2–1 | 0–2 | 0–0 | 2–2 | 1–3 | 3–0 | 1–2 | 2–1 | 0–3 | 2–0 | 2–0 | 1–1 | 1–0 | 0–0 | 0–1 | 0–0 | 2–0 |
| Botafogo      | 1–0 | 4–0 | 1–2 | —   | 1–0 | 3–1 | 3–0 | 2–1 | 2–1 | 1–0 | 1–1 | 0–1 | 3–3 | 2–0 | 0–1 | 0–0 | 2–1 | 0–0 | 2–2 | 2–0 |
| Corinthians   | 0–1 | 0–0 | 2–0 | 1–1 | —   | 1–0 | 1–0 | 0–0 | 4–0 | 1–0 | 1–2 | 2–0 | 0–0 | 0–0 | 1–0 | 0–0 | 1–1 | 0–0 | 0–0 | 2–0 |
| Coritiba      | 2–1 | 1–0 | 2–2 | 2–1 | 0–1 | —   | 1–2 | 2–1 | 0–2 | 2–1 | 2–2 | 4–0 | 0–0 | 1–0 | 5–3 | 1–1 | 1–0 | 2–0 | 0–1 | 1–1 |
| Criciúma      | 1–1 | 2–1 | 3–1 | 1–2 | 0–2 | 2–1 | —   | 1–2 | 0–3 | 1–2 | 0–0 | 2–1 | 0–1 | 3–0 | 1–1 | 1–3 | 3–1 | 1–0 | 3–2 | 1–1 |
| Cruzeiro      | 4–1 | 1–0 | 1–2 | 3–0 | 1–0 | 1–0 | 5–3 | —   | 1–0 | 1–0 | 5–0 | 3–0 | 2–2 | 3–0 | 2–2 | 4–0 | 0–0 | 0–2 | 5–3 | 5–1 |
| Flamengo      | 3–0 | 2–4 | 2–1 | 1–1 | 1–0 | 2–2 | 4–1 | 1–1 | —   | 1–0 | 1–1 | 0–1 | 2–1 | 0–1 | 0–2 | 1–1 | 2–1 | 0–0 | 1–1 | 2–1 |
| Fluminense    | 2–2 | 2–1 | 1–0 | 1–1 | 0–0 | 1–1 | 3–0 | 1–0 | 2–3 | —   | 2–1 | 1–1 | 2–3 | 2–0 | 1–1 | 2–1 | 0–2 | 2–1 | 1–3 | 2–3 |
| Goiás         | 0–0 | 3–0 | 3–1 | 1–0 | 1–1 | 1–1 | 1–1 | 1–2 | 1–1 | 1–2 | —   | 2–0 | 3–1 | 2–1 | 2–0 | 2–1 | 0–3 | 1–0 | 1–1 | 1–0 |
| Grêmio        | 0–1 | 1–0 | 0–0 | 2–1 | 1–0 | 0–1 | 1–2 | 3–1 | 2–1 | 2–0 | 1–0 | —   | 1–1 | 2–0 | 1–0 | 3–2 | 1–1 | 1–1 | 1–0 | 1–0 |
| Internacional | 0–0 | 2–2 | 1–2 | 2–1 | 1–0 | 0–0 | 2–0 | 1–2 | 1–0 | 1–0 | 3–3 | 2–2 | —   | 4–1 | 0–0 | 0–1 | 1–2 | 2–3 | 5–3 | 2–2 |
| Náutico       | 0–0 | 1–4 | 0–1 | 1–3 | 1–0 | 3–0 | 0–1 | 1–4 | 0–0 | 0–1 | 0–2 | 0–2 | 3–0 | —   | 1–3 | 2–2 | 1–5 | 0–1 | 0–3 | 0–3 |
| Ponte Preta   | 2–0 | 3–4 | 0–0 | 0–2 | 2–0 | 1–0 | 3–1 | 0–2 | 1–1 | 1–1 | 0–1 | 1–1 | 1–3 | 1–2 | —   | 0–2 | 1–0 | 0–2 | 2–1 | 0–3 |
| Portuguesa    | 2–0 | 2–3 | 4–2 | 1–3 | 4–0 | 0–0 | 1–1 | 1–1 | 0–0 | 2–1 | 1–2 | 0–0 | 1–1 | 3–0 | 2–1 | —   | 3–0 | 2–1 | 2–0 | 1–1 |
| Santos        | 1–0 | 2–1 | 3–0 | 1–2 | 1–1 | 2–2 | 2–1 | 0–1 | 0–0 | 1–0 | 1–0 | 1–1 | 0–0 | 1–1 | 2–1 | 4–1 | —   | 3–0 | 1–1 | 2–0 |
| São Paulo     | 1–0 | 1–1 | 1–2 | 1–1 | 0–0 | 0–1 | 1–2 | 0–3 | 2–0 | 2–1 | 0–1 | 0–1 | 0–1 | 3–0 | 1–0 | 2–1 | 0–2 | —   | 5–1 | 3–2 |
| Vasco da Gama | 2–0 | 0–0 | 1–1 | 2–3 | 1–1 | 2–1 | 3–2 | 2–1 | 0–1 | 1–0 | 0–2 | 2–3 | 3–1 | 2–0 | 1–1 | 1–0 | 2–2 | 0–2 | —   | 1–2 |
| Vitória       | 1–1 | 3–2 | 0–0 | 1–0 | 1–1 | 2–1 | 0–1 | 1–3 | 4–2 | 1–1 | 2–1 | 0–0 | 2–2 | 2–1 | 3–1 | 2–1 | 2–0 | 3–2 | 2–0 | —   |

| Vitória do mandante; Vitória do visitante; Empate. | Em negrito os jogos "clássicos". |

## Desempenho por rodada
Clubes que lideraram o campeonato ao final de cada rodada:
| Rodadas | Rodadas | Rodadas | Rodadas | Rodadas | Rodadas | Rodadas | Rodadas | Rodadas | Rodadas | Rodadas | Rodadas | Rodadas | Rodadas | Rodadas | Rodadas | Rodadas | Rodadas | Rodadas | Rodadas | Rodadas | Rodadas | Rodadas | Rodadas | Rodadas | Rodadas | Rodadas | Rodadas | Rodadas | Rodadas | Rodadas | Rodadas | Rodadas | Rodadas | Rodadas | Rodadas | Rodadas | Rodadas |
| ------- | ------- | ------- | ------- | ------- | ------- | ------- | ------- | ------- | ------- | ------- | ------- | ------- | ------- | ------- | ------- | ------- | ------- | ------- | ------- | ------- | ------- | ------- | ------- | ------- | ------- | ------- | ------- | ------- | ------- | ------- | ------- | ------- | ------- | ------- | ------- | ------- | ------- |
| 1       | 2       | 3       | 4       | 5       | 6       | 7       | 8       | 9       | 10      | 11      | 12      | 13      | 14      | 15      | 16      | 17      | 18      | 19      | 20      | 21      | 22      | 23      | 24      | 25      | 26      | 27      | 28      | 29      | 30      | 31      | 32      | 33      | 34      | 35      | 36      | 37      | 38      |
| CRU     | SPA     | SPA     | CTB     | CTB     | BOT     | CTB     | BOT     | CRU     | BOT     | BOT     | CRU     | CRU     | BOT     | BOT     | CRU     | CRU     | CRU     | CRU     | CRU     | CRU     | CRU     | CRU     | CRU     | CRU     | CRU     | CRU     | CRU     | CRU     | CRU     | CRU     | CRU     | CRU     | CRU     | CRU     | CRU     | CRU     | CRU     |

Clubes que ficaram na última posição do campeonato ao final de cada rodada:
| Rodadas | Rodadas | Rodadas | Rodadas | Rodadas | Rodadas | Rodadas | Rodadas | Rodadas | Rodadas | Rodadas | Rodadas | Rodadas | Rodadas | Rodadas | Rodadas | Rodadas | Rodadas | Rodadas | Rodadas | Rodadas | Rodadas | Rodadas | Rodadas | Rodadas | Rodadas | Rodadas | Rodadas | Rodadas | Rodadas | Rodadas | Rodadas | Rodadas | Rodadas | Rodadas | Rodadas | Rodadas | Rodadas |
| ------- | ------- | ------- | ------- | ------- | ------- | ------- | ------- | ------- | ------- | ------- | ------- | ------- | ------- | ------- | ------- | ------- | ------- | ------- | ------- | ------- | ------- | ------- | ------- | ------- | ------- | ------- | ------- | ------- | ------- | ------- | ------- | ------- | ------- | ------- | ------- | ------- | ------- |
| 1       | 2       | 3       | 4       | 5       | 6       | 7       | 8       | 9       | 10      | 11      | 12      | 13      | 14      | 15      | 16      | 17      | 18      | 19      | 20      | 21      | 22      | 23      | 24      | 25      | 26      | 27      | 28      | 29      | 30      | 31      | 32      | 33      | 34      | 35      | 36      | 37      | 38      |
| GOI     | NAU     | NAU     | ATM     | PON     | NAU     | NAU     | NAU     | POR     | NAU     | NAU     | NAU     | NAU     | NAU     | NAU     | NAU     | NAU     | NAU     | NAU     | NAU     | NAU     | NAU     | NAU     | NAU     | NAU     | NAU     | NAU     | NAU     | NAU     | NAU     | NAU     | NAU     | NAU     | NAU     | NAU     | NAU     | NAU     | NAU     |

## Artilharia
| Gols | Jogador   | Time                |
| ---- | --------- | ------------------- |
| 21   | Éderson   | Atlético Paranaense |
| 16   | Dinei     | Vitória             |
| 16   | Hernane   | Flamengo            |
| 15   | Cícero    | Santos              |
| 15   | Fernandão | Bahia               |
| 14   | Gilberto  | Portuguesa          |
| 14   | William   | Ponte Preta         |
| 13   | Walter    | Goiás               |
| 12   | Alex      | Coritiba            |
| 12   | André     | Vasco da Gama       |

### Assistências
| Total | Jogador             | Time                |
| ----- | ------------------- | ------------------- |
| 11    | Éverton Ribeiro     | Cruzeiro            |
| 10    | Rafael Sóbis        | Fluminense          |
| 9     | Andrés D'Alessandro | Internacional       |
| 9     | Clarence Seedorf    | Botafogo            |
| 9     | Willian             | Cruzeiro            |
| 8     | Éderson             | Atlético Paranaense |
| 8     | Rafael Marques      | Botafogo            |
| 8     | Walter Montillo     | Santos              |
| 7     | Paulo Baier         | Atlético Paranaense |
| 7     | Souza               | Portuguesa          |

### Hat-tricks
| Jogador        | Clube               | Adversário    | Placar | Data           | Ref.   |
| -------------- | ------------------- | ------------- | ------ | -------------- | ------ |
| Luan           | Cruzeiro            | São Paulo     | 3–0    | 20 de julho    | [ 41 ] |
| Jô             | Atlético Mineiro    | Coritiba      | 3–0    | 12 de setembro | [ 42 ] |
| Gilberto       | Portuguesa          | Corinthians   | 4–0    | 29 de setembro | [ 43 ] |
| Aloísio        | São Paulo           | Internacional | 3–2    | 27 de outubro  | [ 44 ] |
| Diego Tardelli | Atlético Mineiro    | Goiás         | 4–1    | 23 de novembro | [ 45 ] |
| Éderson        | Atlético Paranaense | Vasco da Gama | 5–1    | 3 de dezembro  | [ 12 ] |

## Maiores públicos
Estes são os dez maiores públicos do Campeonato:
| Nº | Público[PP] | Mandante      | Placar | Visitante   | Estádio        | Data           | Rodada |
| -- | ----------- | ------------- | ------ | ----------- | -------------- | -------------- | ------ |
| 1  | 63 501      | Santos        | 0–0    | Flamengo    | Mané Garrincha | 26 de maio     | 1ª     |
| 2  | 61 767      | Vasco da Gama | 0–1    | Flamengo    | Mané Garrincha | 14 de julho    | 7ª     |
| 3  | 56 864      | Cruzeiro      | 3–0    | Grêmio      | Mineirão       | 10 de novembro | 33ª    |
| 4  | 55 256      | São Paulo     | 2–1    | Fluminense  | Morumbi        | 25 de agosto   | 16ª    |
| 5  | 52 825      | Flamengo      | 2–2    | Coritiba    | Mané Garrincha | 6 de julho     | 6ª     |
| 6  | 50 802      | São Paulo     | 2–1    | Portuguesa  | Morumbi        | 2 de novembro  | 32ª    |
| 7  | 50 421      | Vasco da Gama | 2–2    | Santos      | Maracanã       | 10 de novembro | 33ª    |
| 8  | 50 282      | São Paulo     | 0–0    | Corinthians | Morumbi        | 13 de outubro  | 28ª    |
| 9  | 48 077      | Vasco da Gama | 2–0    | Náutico     | Maracanã       | 1 de dezembro  | 37ª    |
| 10 | 47 799      | Cruzeiro      | 1–2    | Bahia       | Mineirão       | 1 de dezembro  | 37ª    |

- PP. ^ Considera-se apenas o público pagante

## Menores públicos
Estes são os dez menores públicos do Campeonato:
| Nº | Público[PP] | Mandante      | Placar | Visitante           | Estádio             | Data           | Rodada |
| -- | ----------- | ------------- | ------ | ------------------- | ------------------- | -------------- | ------ |
| 1  | 1 182       | Portuguesa    | 2–1    | Fluminense          | Canindé             | 12 de junho    | 2ª     |
| 2  | 1 186       | Botafogo      | 2–1    | Santos              | Raulino de Oliveira | 29 de maio     | 2ª     |
| 3  | 1 244       | Portuguesa    | 1–1    | Criciúma            | Canindé             | 31 de julho    | 10ª    |
| 4  | 1 419       | Portuguesa    | 2–1    | Ponte Preta         | Canindé             | 4 de setembro  | 18ª    |
| 5  | 1 458       | Portuguesa    | 2–3    | Atlético Paranaense | Canindé             | 27 de julho    | 9ª     |
| 6  | 1 515       | Fluminense    | 3–0    | Criciúma            | Moacyrzão           | 2 de junho     | 3ª     |
| 7  | 1 601       | Vasco da Gama | 2–0    | Atlético Mineiro    | Raulino de Oliveira | 5 de junho     | 4ª     |
| 8  | 1 700       | Fluminense    | 2–1    | Goiás               | Moacyrzão           | 9 de junho     | 5ª     |
| 9  | 1 808       | Portuguesa    | 3–0    | Náutico             | Canindé             | 19 de setembro | 22ª    |
| 10 | 1 815       | Internacional | 3–3    | Goiás               | Estádio do Vale     | 25 de agosto   | 16ª    |

- PP. ^ Considera-se apenas o público pagante

## Médias de público
Estas são as médias de público dos clubes no Campeonato. Considera-se apenas os jogos da equipe como mandante e o público pagante:
| 1. Cruzeiro – 28 911 2. Corinthians – 24 441 3. Flamengo – 23 385 4. São Paulo – 23 115 5. Grêmio – 19 764 6. Bahia – 18 449 7. Fluminense – 17 637 8. Vasco da Gama – 17 618 9. Vitória – 14 780 10. Coritiba – 14 651 | 1. Botafogo – 12 685 2. Goiás – 12 680 3. Criciúma – 11 548 4. Atlético Mineiro – 11 436 5. Santos – 10 405 6. Náutico – 10 262 7. Atlético Paranaense – 8 772 8. Internacional – 7 234 9. Ponte Preta – 6 414 10. Portuguesa – 4 842 |

## Mudança de técnicos
| Clube         | Antecessor             | Motivo     | Data           | Última partida                   | Rod | Pos | Sucessor                   | Ref.          |
| ------------- | ---------------------- | ---------- | -------------- | -------------------------------- | --- | --- | -------------------------- | ------------- |
| Santos        | Muricy Ramalho         | Demitido   | 31 de maio     | Botafogo 2–1 Santos              | 2ª  | 14º | Claudinei Oliveira         | [ 49 ] [ 50 ] |
| Náutico       | Silas                  | Demitido   | 2 de junho     | Náutico 2–2 Portuguesa           | 3ª  | 20º | Zé Teodoro[a1]             | [ 51 ] [ 52 ] |
| Flamengo      | Jorginho               | Demitido   | 5 de junho     | Flamengo 0–1 Náutico             | 4ª  | 19º | Mano Menezes[a2]           | [ 53 ] [ 54 ] |
| Ponte Preta   | Guto Ferreira          | Demitido   | 6 de junho     | Ponte Preta 3–4 Atlético-PR      | 4ª  | 16º | Paulo César Carpegiani[a3] | [ 55 ] [ 56 ] |
| Grêmio        | Vanderlei Luxemburgo   | Demitido   | 29 de junho    | Grêmio 1–1 São Paulo             | 5ª  | 7º  | Renato Portaluppi          | [ 57 ] [ 58 ] |
| São Paulo     | Ney Franco             | Demitido   | 5 de julho     | São Paulo 1–2 Corinthians[a4]    | 5ª  | 6º  | Paulo Autuori[a5]          | [ 59 ] [ 60 ] |
| Atlético-PR   | Ricardo Drubscky       | Demitido   | 8 de julho     | Atlético-PR 1–1 Grêmio           | 6ª  | 19º | Vágner Mancini[a6]         | [ 61 ] [ 62 ] |
| Vasco da Gama | Paulo Autuori          | Resignado  | 9 de julho     | Internacional 5–3 Vasco da Gama  | 6ª  | 14º | Dorival Júnior             | [ 63 ] [ 64 ] |
| Portuguesa    | Edson Pimenta          | Demitido   | 28 de julho    | Portuguesa 2–3 Atlético-PR       | 9ª  | 20º | Guto Ferreira              | [ 65 ] [ 66 ] |
| Fluminense    | Abel Braga             | Demitido   | 29 de julho    | Grêmio 2–0 Fluminense            | 9ª  | 17º | Vanderlei Luxemburgo       | [ 67 ] [ 68 ] |
| Náutico       | Zé Teodoro             | Demitido   | 14 de agosto   | Criciúma 3–0 Náutico             | 14ª | 20º | Jorginho                   | [ 69 ] [ 70 ] |
| Criciúma      | Vadão                  | Demitido   | 23 de agosto   | Criciúma 1–2 Ponte Preta[a7]     | 15ª | 17º | Sílvio Criciúma[a8]        | [ 71 ] [ 72 ] |
| Ponte Preta   | Paulo César Carpegiani | Resignado  | 24 de agosto   | Ponte Preta 0–2 Cruzeiro         | 16ª | 17º | Jorginho                   | [ 73 ] [ 74 ] |
| Vitória       | Caio Júnior            | Demitido   | 1 de setembro  | Vitória 0–1 Criciúma             | 17ª | 10º | Ney Franco                 | [ 75 ] [ 76 ] |
| Náutico       | Jorginho               | Resignado  | 5 de setembro  | Náutico 0–3 Vasco da Gama        | 18ª | 20º | Levi Gomes                 | [ 77 ] [ 78 ] |
| São Paulo     | Paulo Autuori          | Demitido   | 9 de setembro  | Coritiba 2–0 São Paulo           | 19ª | 18º | Muricy Ramalho             | [ 79 ]        |
| Flamengo      | Mano Menezes           | Resignado  | 19 de setembro | Flamengo 2–4 Atlético-PR         | 22ª | 15º | Jayme de Almeida[a2]       | [ 80 ] [ 81 ] |
| Náutico       | Levi Gomes             | Remanejado | 22 de setembro | Náutico 0–0 Flamengo             | 23ª | 20º | Marcelo Martelotte         | [ 82 ]        |
| Criciúma      | Sílvio Criciúma        | Demitido   | 24 de setembro | Santos 2–1 Criciúma              | 23ª | 17º | Argel Fucks                | [ 83 ]        |
| Coritiba      | Marquinhos Santos      | Demitido   | 24 de setembro | Coritiba 0–1 Águilas Doradas[a7] | 23ª | 12º | Péricles Chamusca[a9]      | [ 84 ] [ 85 ] |
| Internacional | Dunga                  | Demitido   | 4 de outubro   | Vasco da Gama 3–1 Internacional  | 25ª | 10º | Clemer[a10]                | [ 86 ] [ 87 ] |
| Vasco da Gama | Dorival Júnior         | Demitido   | 28 de outubro  | Ponte Preta 2–1 Vasco da Gama    | 31ª | 18º | Adílson Batista            | [ 88 ] [ 89 ] |
| Fluminense    | Vanderlei Luxemburgo   | Demitido   | 11 de novembro | Corinthians 1–0 Fluminense       | 33ª | 18º | Dorival Júnior             | [ 90 ] [ 91 ] |
| Coritiba      | Péricles Chamusca      | Demitido   | 17 de novembro | Coritiba 1–2 Criciúma            | 35ª | 15º | Tcheco                     | [ 92 ]        |

Notas
- A1 ^  Levi Gomes dirigiu o time interinamente na 4ª e na 5ª rodada.[93]
- A2 ^ Jayme de Almeida dirigiu o time interinamente na 5ª rodada e na 23ª rodada e foi efetivado a partir da 24ª rodada.[94][81]
- A3 ^ Zé Sérgio dirigiu o time interinamente na 5ª rodada.[95]
- A4 ^  Partida válida pela Recopa Sul-Americana.
- A5 ^ Milton Cruz dirigiu o time interinamente na 6ª rodada e na partida antecipada da 11ª rodada.[96][97]
- A6 ^ Alberto Valentim dirigiu o time interinamente na 7ª rodada.[98]
- A7 ^  Partida válida pela Copa Sul-Americana.
- A8 ^ Sílvio Criciúma dirigiu o time interinamente da 16ª a 18ª rodada e foi efetivado a partir da 19ª rodada.[99][75][100]
- A9 ^  Marcelo Serrano dirigiu o time interinamente na 24ª rodada.[101]
- A10 ^ Clemer dirigiu o time interinamente da 26ª a 28ª rodada e foi efetivado a partir da 29ª rodada.[102][103][104]

## Premiação
| Campeonato Brasileiro de Futebol de 2013 - Série A |
| Minas Gerais                                       |
| -------------------------------------------------- |
| Cruzeiro Esporte Clube Campeão (3º título)         |